# 橘真直
橘 真直（たちばな の まなお）は、平安時代前期の貴族。右大臣・橘氏公の三男。官位は従四位下・相模権守。

## 経歴
承和年間の初頭に内舎人に任ぜられ、のち左馬大允を経て、承和7年（840年）従五位下に叙爵。承和8年（841年）肥後介に任ぜられると、翌承和9年（842年）筑後権介と仁明朝中盤は地方官を務める。承和12年（845年）中務少輔に遷ると、のち右兵衛佐・右近衛少将・蔵人頭と一転して京官を歴任し、嘉祥2年（849年）従五位上、嘉祥3年（850年）正月には正五位下と仁明朝末に続けて昇叙された。
同年3月に仁明天皇の崩御に伴って蔵人頭を止められると、4月には右少将から阿波守に転じ、翌嘉祥4年（851年）正月に相模権守と、文徳朝では再び地方官を務める。同年11月従四位下に叙せられるが、翌仁寿2年（852年）6月20日卒去。享年37。最終官位は相模権守従四位下。

## 人物
唱歌を得意とし、仁明天皇に憐れみ愛しまれたという。

## 官歴
『六国史』による。
- 承和年間初：内舎人。左馬大允
- 時期不詳：正六位上
- 承和7年（840年） 正月7日：従五位下
- 承和8年（841年） 日付不詳：肥後介
- 承和9年（842年） 7月26日：筑後権介
- 承和12年（845年） 2月27日：中務少輔
- 承和13年（846年） 正月13日：右兵衛佐。5月23日：右近衛少将
- 承和15年（848年） 2月14日：兼安芸介
- 嘉祥2年（849年） 正月7日：従五位上。8月20日：兼安芸守。12月?：蔵人頭[3]
- 嘉祥3年（850年） 正月7日：正五位下。3月21日：去蔵人頭（仁明天皇崩御）。4月2日：阿波守
- 嘉祥4年（851年） 正月11日：相模権守。11月26日：従四位下
- 仁寿2年（852年） 6月20日：卒去（相模権守従四位下）

## 系譜
- 父：橘氏公（783-848）
- 母：田口真仲 - 田口継麿の娘
- 生母不明の子女
  - 男子：橘葛直